# Филипп Людвиг I (граф Ганау-Мюнценберга)
Филипп Людвиг I Ганау-Мюнценбергский (нем. Philipp Ludwig I. von Hanau-Münzenberg; 21 ноября 1553 — 4 февраля 1580) — дворянин Священной Римской империи.

## Биография
Старший сын графа Филиппа III. Так как отец скончался, когда Филиппу Людвигу было всего восемь лет, то Имперский камеральный суд создал для управления графства регентский совет. Опекунами юного графа стали Иоганн VI (граф Нассау-Дилленбурга) и Филипп IV (граф Ганау-Лихтенберга); в качестве главного опекуна иногда в литературе упоминается курфюрст Фридрих III Пфальцский, однако документальных свидетельств этого не имеется.
13 ноября 1562 года император Фердинанд I, следовавший во Франкфурт-на-Майне на коронацию своего сына Максимилиана II, сделал остановку в Ханау. Филипп Людвиг был приглашён ко двору и участвовал в охоте вместе с императором.
С 1563 года опекуны искали возможность устроить молодому графу обучение за границей, но ничего найти не удалось, и поэтому он провёл три года в Дилленбурге, обучаясь вместе с Генрихом Нассау-Дилленбургским — младшим братом своего опекуна. В 1567—1569 годах они вместе учились в Страсбургском университете, а затем — в Тюбингенском университете, где Филипп Людвиг узнал о теологическом противоборстве внутри Реформации. В 1572 году Филипп Людвиг прибыл на учёбу в Париж, где познакомился с адмиралом Гаспаром II де Колиньи — лидером французских гугенотов. Он смог выжить во время резни в Варфоломеевскую ночь, и вернулся в Буксвиллер к своим родственникам из графства Ганау-Лихтенберг. Далее он продолжил образование в Базельском университете, в 1573 году отправился в Италию, где учился в Падуанском университете, а потом продолжил обучение в Риме. В 1574 году он прибыл в Вену.
С 1575 года Филипп Людвиг стал править самостоятельно. Ему приходилось тщательно маневрировать, лавируя в борьбе религиозных течений. В 1578 году на Ганау-Мюнценберг был распространён статус лютеранской церкви, принятый в графстве Ганау-Лихтенберг. Граф Филипп Людвиг смог расширить владения, приобретя деревни Дорхайм, Швальхайм, Рёдген, бывшие монастыри Конрадсдорф и Хирценхайн а также треть амта Ортенберг у Штольбергских графов; также он приобрёл Обер-Эшбах, Нидер-Эшбах, Штайнбах и Хольцхаузен.

## Семья и дети
В феврале 1576 года Филипп Людвиг I женился на Магдалене Вальдекской; брак был заключён вопреки сопротивлению нассауского опекуна, который предпочёл бы, чтобы Филипп Людвиг выбрал себе невесту из его клана. У них было четверо детей:
1. Филипп Людвиг II (1576—1612), унаследовавший титул
2. Юлиана (1577—1577)
3. Вильгельм (1578—1579)
4. Альбрехт (1579—1635), по ветви которого продолжилась линия графов Ганау-Мюнценберга после угасания основной ветви